# Lamotrigina
La lamotrigina è un farmaco antiepilettico utilizzato per il trattamento dell'epilessia, per tutte le leggere instabilità dell'umore e nel trattamento profilattico delle cefalee e della nevralgia del trigemino . Ha una eccellente tollerabilità grazie a un basso profilo di effetti avversi a differenza di altri antiepilettici. Nonostante tale vantaggio rispetto al litio e altri stabilizzatori dell'umore, possiede un lieve effetto antidepressivo che non la rende un farmaco di prima scelta nel trattamento del disturbo bipolare.

## Gravidanza ed allattamento
La Food and Drug Administration (FDA) ha inserito lamotrigina in classe C per l'impiego in gravidanza. La classe C comprende i farmaci i cui studi sugli animali hanno rilevato effetti dannosi sul feto e per i quali non sono disponibili studi specifici sull'uomo, e i farmaci per i quali non sono disponibili studi né sull'uomo né sull'animale. Lamotrigina può essere somministrata in gravidanza solo in caso di effettiva necessità, dopo un'attenta valutazione del rapporto rischio/beneficio.

Durante questo periodo viene generalmente consigliato di non sospendere la terapia antiepilettica, ma adottare alcune raccomandazioni per ridurre il rischio di sviluppo di difetti congeniti associati alla terapia antiepilettica. 
I clinici per questo motivo tendono a preferire un regime monoterapico rispetto ad uno che prevede l'impiego di più farmaci antiepilettici associati. Deve essere somministrato il dosaggio minimo efficace, monitorando le concentrazioni ematiche. Durante la giornata si debbono evitare picchi di concentrazioni plasmatiche, e a tal fine risulta utile frazionare le dosi. Infine è bene co-somministrare acido folico.
I dati disponibili riguardanti l'assunzione di lamotrigina durante l'allattamento sono limitati. La concentrazione della molecola presente nel latte materno risulta essere inferiore rispetto alla quantità di farmaco a cui il neonato viene esposto nel corso della gravidanza.
Dal momento che il trattamento antiepilettico nella madre non può essere sospeso al fine di evitare l'insorgenza di fenomeni convulsivi, il terapeuta generalmente raccomanda di assumere la minima dose efficace ad evitare fenomeni di accumulo nel bambino, in quanto nel lattante i meccanismi di eliminazione dei farmaci non sono ancora completamente sviluppati.
Se risulta possibile la madre dovrebbe assumere lamotrigina in monoterapia. Si raccomanda comunque di monitorare con attenzione segni e/o sintomi che possano essere ricondotti ad un eventuale tossicità del farmaco.

## Avvertenze
Valproato: è stata osservata un'incidenza di rash pari al 14% circa in seguito ad associazione tra lamotrigina e valproato; l'insorgenza di rash ha causato sospensione della terapia nel 9% dei casi.
Folati: sebbene la lamotrigina evidenzi debole attività inibitoria verso la diidrofolato reduttasi, trattamenti prolungati con l'antiepilettico potrebbero interferire con il metabolismo dell'acido folico (rischio di anemia megaloblastica). Comunque, nei trial clinici di durata pari ad 1 anno, non sono state osservate variazioni del volume eritrocitario, della concentrazione di emoglobina e dei folati. Da uno studio clinico condotto su donne in gravidanza emerge che in seguito all'assunzione di lamotrigina la concentrazione plasmatica di acido folico diminuisce e aumenta il rischio di sviluppare malformazioni congenite.
Tossicità cutanea: poiché la lamotrigina è stata associata frequentemente a tossicità cutanea (rash maculopapulare o eritematoso) che in alcuni pazienti è evoluta verso forme anche gravi (necrolisi tossica epidermica, sindrome di Stevens-Johnson), monitorare eventuali segni e/o sintomi riconducibili a tali manifestazioni soprattutto durante le prime 8 settimane di trattamento (rischio più elevato). La presenza di febbre, linfoadenopatia, edema facciale, vomito o alterazione degli enzimi epatici possono essere presenti prima dei rash cutanei e possono essere indicativi di una ipersensibilità. Lesioni delle mucose, blistering o peeling, edema facciale, febbre, linfoadenopatia, enzimi epatici elevati, leucopenia e/o trombocitopenia in associazione a rash cutaneo sono indicativi di una reazione di ipersensibilità grave. L'incidenza di reazioni cutanee gravi con lamotrigina è di 1 su 1000; il rischio è maggiore nei pazienti pediatrici rispetto ai pazienti adulti. Il rischio di sviluppare rash cutanei può aumentare in seguito all'associazione terapeutica lamotrigina-valproato oppure in seguito ad assunzione di lamotrigina in dosi superiori a quelle raccomandate. In presenza di tossicità cutanea correlata al farmaco, sospendere la lamotrigina. Valutare il rapporto rischio/beneficio qualora sia necessario assumere lamotrigina in seguito all'insorgenza di gravi reazioni cutanee.
Ipersensibilità: in caso di segni e/o sintomi riconducibili ad ipersensibilità verso il farmaco, quest'ultimo deve essere sospeso immediatamente. Non sempre le reazioni di ipersensibilità sono associate a manifestazioni cutanee; sintomi non dermatologici che devono indurre a sospettare una condizione di ipersensibilità comprendono febbre, linfoadenopatia, edema facciale, alterazione dei parametri epatici ed ematici. La lamotrigina è stata associata a insufficienza epatica acuta come reazione di ipersensibilità al farmaco, a coagulazione intravascolare disseminata e insufficienza multiorgano (relazione causa-effetto non stabilita) con esito fatale.

## Effetti collaterali
L'assunzione di farmaci antiepilettici, tra cui la lamotrigina, può determinare un aumento del rischio di suicidio nei pazienti o l'insorgere di idee e comportamenti suicidari in pazienti predisposti o ipersensibili se consociato ad altri antiepilettici. Uno studio condotto confrontando alcuni antiepilettici con il topiramato ha evidenziato un aumento del rischio di suicidio associato a lamotrigina (hazard ratio 1,84). È importante quindi monitorare segni e sintomi riconducibili a idee suicidarie soprattutto se in terapie combinate con altri antiepilettici. In base alla gravità dei sintomi può essere necessario ridurre o sospendere l'assunzione di lamotrigina.

## Meningite asettica
Meningite asettica: la somministrazione di lamotrigina è stata associata ad alcuni casi di meningite asettica. I sintomi comprendono cefalea, nausea, vomito, rash cutanei, ipersensibilità alla luce, stanchezza, confusione. La sospensione di lamotrigina ha determinato la risoluzione dei sintomi nella maggior parte dei casi. L'insorgenza di meningite è dovuta a una reazione di ipersensibilità del singolo paziente..

## Indicazioni terapeutiche e farmacocinetica
Nell'epilessia il farmaco è utilizzato per le crisi parziali, dette anche focali o jacksoniane, per le crisi di tipo tonico-clonico (o crisi denominate "grande male") e per le crisi associate alla sindrome di Lennox-Gastaut.
La lamotrigina agisce anche come stabilizzatore dell'umore. È il primo farmaco dopo il litio approvato dalla Food and Drug Administration (FDA) per la terapia stabilizzante del disturbo bipolare. Tuttavia non ci sono prove definitive che la molecola prevenga l'insorgere della mania megalomane; avendo un lieve effetto antidepressivo infatti molti tendono a catalogarlo come tale, pertanto nel disturbo bipolare rimane un farmaco di seconda linea al litio nonostante i ridotti effetti collaterali.
La lamotrigina è molto efficace nel controllo della rapida ciclicità e degli stati bipolari misti, nelle persone che non hanno risposto al litio, alla carbamazepina e/o al valproato.  Risulta anche efficace come trattamento parziale per pazienti affetti da depressione maggiore, soprattutto se associato ad episodi ansiosi; recentemente è stata scoperta la sua efficacia per il Disturbo post traumatico da stress (PTSD) e per il Disturbo borderline di personalità (BPD), nei quali, vista l'altissima tollerabilità del farmaco, si rivela una scelta di prima linea. 
Paragonata agli altri farmaci antiepilettici, e al litio per il disturbo bipolare, la lamotrigina ha minori effetti collaterali, e a differenza per esempio del litio non rende necessari periodici controlli del sangue. Il suo uso in disturbi a rapida ciclicità inoltre riduce l'utilizzo, nei dosaggi e nel periodo d'uso, dell'antipsicotico, riducendo drasticamente pertanto gli effetti collaterali della terapia. 
Il meccanismo con cui la molecola agisce non è ancora del tutto chiaro. Ci sono prove che, data la sua somiglianza con un gruppo di guanidina ciclico e con la struttura dell'amiloride, essa possa interferire con la funzionalità dei canali del sodio voltaggio-dipendenti ed impedire il rilascio neuronale di glutammato. In aggiunta, nell'animale da esperimento sembra che parte della sua azione possa coinvolgere i recettori post-sinaptici di tipo 5-HT1A della serotonina e della noradrenalina.